# Secastilla
Secastilla (aragónul Secastiella) község Spanyolországban, Huesca tartományban. Secastilla Abizanda, La Fueva, Graus, La Puebla de Castro, El Grado és Naval községekkel határos. Lakosainak száma 149 fő (2024).

## Népesség
A település népessége az utóbbi években az alábbiak szerint változott:
| Lakosok száma | 161  | 147  | 133  | 141  | 153  | 146  | 150  | 140  | 151  | 149  |
|               | 2001 | 2004 | 2007 | 2009 | 2012 | 2014 | 2017 | 2019 | 2022 | 2024 |